# 钝叶台湾杨桐
钝叶台湾杨桐（学名：Adinandra formosana var. obtusissima）为山茶科杨桐属下的一个变种。

## 扩展阅读
- 維基物種上的相關：钝叶台湾杨桐